# Telefon, Telefon
A Telefon, Telefon dal Németországot képviselte az 1957-es Eurovíziós Dalfesztiválon. Margot Hielscher adta elő németül.
A dal a február 17-én tartott német nemzeti döntőn nyerte el az indulás jogát.
A dal ballada, melyben az énekesnő elmondja, hogy szeret híreket kapni, elsősorban a kedvesétől. A fellépés során Margot Hielscher egy telefonba énekelt, ezzel a Telefon, Telefon a dalfesztivál első olyan dala, amelynek előadásába egy látványelemet is beépítettek.
A március 3-án rendezett döntőben a fellépési sorrendben hetedikként adták elő, a holland Corry Brokken Net als toen című dala után, és a francia Paule Desjardins La belle amour című dala előtt. A szavazás során nyolc pontot szerzett, ami a negyedik helyet érte a tízfős mezőnyben.

## Háttere
A német dalszerző csapat szándékosan választott olyan tárgyat, amely „modern és nemzetközi”, különösen mivel a háborúban megrongálódott telefonhálózatokat több helyen még ekkoriban is javították. A dalszöveg többnyelvű volt, hogy jobban tessen a nemzetközi közönségnek, és ez volt az első Eurovíziós dal, amelyben már felfedezhetőek a később szokásossá vált elemek, mint nemzetközi illetve hangutánzó szavak használta.

## Kapott pontok
| Kapott pontok                                                                                 | 1 |  |  | 1 |  |  |  | 6 |  |  |
| A tábla a fellépés sorrendjében van rendezve. A szavazás menete fordított sorrendben történt. |   |  |  |   |  |  |  |   |  |  |